# Theridion varians
Theridion varians Hahn, 1833 è un ragno appartenente alla famiglia Theridiidae.

## Distribuzione
La specie è stata reperita in diverse località della regione olartica.

## Tassonomia
Non sono stati esaminati esemplari di questa specie dal 2011.
Attualmente, a dicembre 2013, sono note tre sottospecie:
- Theridion varians cyrenaicum Caporiacco, 1933 - Libia
- Theridion varians melanotum Strand, 1907 - Germania
- Theridion varians rusticum Simon, 1873 - Mediterraneo occidentale